# فريدريك باركر
فريدريك باركر (11 فبراير 1913 بوستمنستر في المملكة المتحدة - 26 مايو 1988 في المملكة المتحدة) (بالإنجليزية: Frederick Parker)‏ هو لاعب كريكت بريطاني وبريطاني (وحمل سابقاً جنسية المملكة المتحدة لبريطانيا العظمى وأيرلندا). لعب مع نادي مقاطعة هامبشاير للكريكت ‏ وDevon County Cricket Club ‏.

## وصلات خارجية
- فريدريك باركر على موقع إي آس بي آن كريك إنفو (الإنجليزية)